# Edizioni Mir
Le Edizioni Mir (in russo Издательство Мир?, Izdatel'stvo Mir) sono un'importante casa editrice di letteratura scientifica e tecnica in traduzione, fondata nel 1946 con decisione del Consiglio dei commissari del popolo dell'Unione Sovietica guidata da Stalin, con il nome di "Edizioni Straniere". Ha continuato la sua attività anche nella Russia post-sovietica.
Il suo scopo era quello di pubblicare libri scientifici e tecnici sovietici e di tradurre libri stranieri dello stesso genere in russo. I campi da essa frequentati sono molteplici: matematica, fisica, chimica, biologia, agricoltura, trasporti, energia, ecc. 
Moltissimi tra i più eminenti scienziati ed ingegneri sovietici vi hanno contribuito. Squadre di traduttori assai competenti hanno potuto tradurre molti libri nelle principali lingue parlate nel mondo. Molti di questi volumi hanno a lungo fatto parte dei libri di testo per gli studi universitari in diversi Paesi. Nelle facoltà scientifiche italiane sono state adottate le opere di Lev Landau, Georgij Evgen'evič Šilov, Vladimir Smirnov, Michail Postnikov, Boris Gnedenko e Vladimir Arnold, talora giunte in libreria con la mediazione commerciale degli Editori Riuniti. Un'altra fonte di questi libri sul mercato italiano erano due librerie specializzate, una a Genova ed un'altra a Roma, non più attive.
Essendo per lungo tempo completamente finanziata dallo Stato, la Mir riusciva a contenere i prezzi dei suoi libri ai livelli più bassi pur presentando titoli di notevole qualità.
Nel 1964 il Consiglio dei ministri dell'Unione Sovietica, guidato da Alexei Kosygin, decise la riorganizzazione della redazione e l'unione con la Casa editrice della letteratura in lingue straniere, nel frattempo ribattezzata Progress, che era specializzata in libri in russo tradotti in e da diverse lingue straniere.
Nel 1990, dopo il crollo dell'Unione Sovietica, la Mir fu privatizzata ed allargò le sue attività fondendosi con altre case editrici di Stato: Kolos (Колос), Transport (Транспорт), Chimija (Химия), Metallurgija (Металлургия), Legprombitizdat (Легпромбытиздат) ed Ėnergoatomizdat (Энергоатомиздат). Dopo questa trasformazione, la casa editrice cominciò a pubblicare libri di testo in moltissimi campi, dalla cibernetica alla medicina veterinaria; dal 1995, anno in cui pubblicò il suo ultimo prodotto editoriale in lingue diverse, la sua attività è rivolta esclusivamente al mercato russo.
Dal 2008 l'azienda affronta una fase economicamente difficile ed è vicina al fallimento (Caso А40-80225/05-73-254Б della Corte Arbitrale di Mosca). La vertenza si è risolta con decisione della Corte Arbitrale di Mosca il 2 giugno 2009, dopo che la casa editrice aveva ripianato i propri debiti con i creditori.